# Râul Cotorești
Râul Cotorești este un curs de apă, afluent al Râului Surdu. 